# 1928
| 1928                                                                     |
| ------------------------------------------------------------------------ |
| Dødsfald - Fødsler                                                       |
| • Begivenheder • Film • Litteratur • Musik • Politik • Sport • Videnskab |

| Gregoriansk kalender | 1928 MCMXXVIII          |
| Ab urbe condita      | 2681                    |
| Armensk kalender     | 1377 ԹՎ ՌՅՀԷ            |
| Kinesiske kalender   | 4624 – 4625 丁卯 – 戊辰 |
| Etiopisk kalender    | 1920 – 1921             |
| Jødisk kalender      | 5688 – 5689             |
| Hindukalendere       |                         |
| - Vikram Samvat      | 1983 – 1984             |
| - Shaka Samvat       | 1850 – 1851             |
| - Kali Yuga          | 5029 – 5030             |
| Iransk kalender      | 1306 – 1307             |
| Islamisk kalender    | 1347 – 1348             |

Konge i Danmark: Christian 10. 1912-1947
Se også 1928 (tal)

## Begivenheder
- Aarhus Universitet oprettes

### Januar
- 17. januar – "Brugsforenings-Bladet" udkommer første gang. Fra 1945 hedder det Samvirke, og det gør det den dag i dag, hvor FDB's medlemsblad er Danmarks største månedsmagasin med næsten en halv million abonnenter

### Marts
- 13. marts - Grønlands nationaldyr ændres fra moskusoksen til pukkelhvalen, hvilket senere igen i 1947 ændres til sælen fra moskusoksen
- 16. marts - Koret ved Højerup Kirke på Stevns styrter i havet

### April
- 12. april - Den første flyvning over Nordatlanten i øst-vestlig retning foretages
- 16. april - det belgiske kongepar er på officielt besøg i Danmark

### Maj
- 17. maj - i Amsterdam åbnes de 9. moderne olympiske lege med deltagelse af 46 nationer og 2.883 atleter

### Juli
- 31. juli - Det amerikanske filmselskab Metro-Goldwyn-Mayer (MGM) lader første gang sin maskotløve brøle som introduktion til selskabets første talefilm

### September
- 11. september - Universitetet i Århus indvies.
- 21. september - Landstingsvalg
- 30. september - Alexander Fleming opdager penicillinet

### Oktober
- 1. oktober - Sovjetunionen lancerer første 5-årsplan, der skal forøge landbrugs- og industriproduktionen
- 2. oktober - Opus Dei (latin, Guds virke) eller Prelaturet af Det Hellige Kors og Opus Dei, stiftes af den spanske præst Josemaría Escrivá, som pave Johannes Paul II i øvrigt kanoniserede i 1982
- 6. oktober – generalen Chiang Kai-shek bliver Kinas præsident
- 12. oktober - den første jernlunge (respirator) tages i brug på Boston Children's Hospital i Massachusetts
- 15. oktober - luftskibet Graf Zeppelin gennemfører den første transatlantiske flyvning, da det lander i Lakehurst i New Jersey i USA

### November
- 5. november - Vulkanen Etna på Sicilien går i udbrud og ødelægger et stort område omfattende landsbyen Mascali, som brænder ned til grunden
- 6. november - republikaneren Herbert Hoover bliver USA's 31. præsident
- 10. november - Hirohito krones til kejser af Japan, 27 år gammel. I praksis har han styret landet i syv år under faderens sygdom. Han kommer til at sidde på tronen i over 60 år
- 18. november - Senatet i USA forkaster Versaillestraktaten med 53 stemmer mod 38, hvilket bl.a. medfører, at USA ikke bliver medlem af Folkeforbundet

## Født

### Januar
- 2. januar − Daisaku Ikeda, japansk buddhistisk filosof og forfatter (død 2023).
- 5. januar − Walter Mondale, amerikansk politiker og tidligere vicepræsident (død 2021).
- 11. januar – Bertel Lauring, dansk skuespiller (død 2000).
- 13. januar – Bengt Gustavsson, svensk fodboldspiller (død 2017).
- 21. januar − Reynaldo Bignone, argentinsk præsident (død 2018).
- 23. januar − Jeanne Moreau, fransk skuespillerinde og sangerinde (død 2017).
- 24. januar − Desmond Morris, engelsk zoolog.
- 25. januar − Eduard Sjevardnadse, sovjetisk og senere georgisk politiker (død 2014).
- 26. januar – Roger Vadim, frnask filminstruktør (død 2000).
- 27. januar – Hans Modrow, tysk politiker (død 2023).
- 30. januar – Harold Prince, amerikansk teaterinstruktør og -producer (død 2019).
- 31. januar – H.P. Clausen, dansk politiker (død 1998).

### Februar
- 1. februar – Stuart Whitman, amerikansk skuespiller (død 2020).
- 2. februar – Ciriaco De Mita, italiensk politiker (død 2022).
- 3. februar – Bendt Reiner, dansk skuespiller (død 2006).
- 5. februar – Tage Danielsson, svensk skuespiller, instruktør og forfatter (død 1985).
- 9. februar – Rinus Michels, hollandsk fodboldspiller (død 2005).
- 18. februar – Poul Andreassen, dansk politiker og erhvervsleder (død 2009).
- 22. februar – Axel Strøbye, dansk skuespiller (død 2005).
- 22. februar – Paul Dooley, amerikansk skuespiller.
- 22. februar – Bruce Forsyth, engelsk tv-vært og entertainer (død 2017).
- 23. februar – Karl Toosbuy, dansk grundlægger (død 2004).
- 25. februar – Paul Elvstrøm, dansk sejlsportsmand (død 2016).
- 26. februar – Fats Domino, amerikansk R&B- og rock and roll-sanger og musiker (død 2017).
- 26. februar – Ariel Sharon, israelsk politiker (død 2014).

### Marts
- 1. marts – Jacques Rivette, fransk filminstruktør (død 2016).
- 7. marts – Elin Reimer, dansk skuespillerinde (død 2022).
- 10. marts – Knud Sørensen, dansk forfatter (død 2022).
- 12. marts – Henning Bahs, dansk scenograf og manuskriptforfatter (død 2002).
- 18. marts - Fidel V. Ramos, filippinsk præsident (død 2022).
- 21. marts - Aina Lucia Wifalk, svensk sygehjælper og opfinder (død 1983).
- 25. marts - James Lovell, amerikansk astronaut.
- 28. marts - Zbigniew Brzezinski, polskfødt, amerikansk politolog og diplomat (død 2017).
- 29. marts – Jytte Breuning, dansk skuespillerinde (død 1995).

### April
- 4. april – Estelle Harris, amerikansk skuespillerinde (død 2022).
- 6. april – James D. Watson, amerikansk molekylærbiolog.
- 7. april – James Garner, amerikansk skuespiller (død 2014).
- 9. april – Tom Lehrer, amerikansk matematiker og satirisk sangskriver (død 2025).
- 23. april – Shirley Temple, amerikansk barneskuespiller og diplomat (død 2014).
- 25. april – Jens Østerholm, dansk skuespiller (død 2006).
- 28. april – Yves Klein, fransk kunstner (død 1962).
- 29. april – Johannes Aagaard, dansk forfatter, teolog og professor (død 2007).

### Maj
- 4. maj – Hosni Mubarak, egyptisk præsident (død 2020).
- 5. maj – John Mogensen, dansk sanger og komponist (død 1977).
- 8. maj – Ted Sorensen, amerikansk advokat og præsidentrådgiver (død 2010).
- 9. maj – Barbara Ann Scott, canadisk kunstskøjteløber (død 2012).
- 10. maj – Arnold Rüütel, estisk politiker (død 2024).
- 11. maj – Nils Foss, dansk direktør og civilingeniør (død 2018).
- 12. maj – Burt Bacharach, amerikansk komponist (død 2023).
- 17. maj – Idi Amin, militær diktator i Uganda (død 2003).
- 19. maj – Poul Hoffmann, dansk forfatter (død 2015).
- 24. maj – Adrian Frutiger, schweizisk grafisk designer (død 2015).
- 30. maj – Agnès Varda, fransk filminstruktør (død 2019).

### Juni
- 7. juni - James Ivory, amerikansk filminstruktør.
- 11. juni - Fabiola, tidligere dronning af Belgien (død 2014).
- 13. juni - John Forbes Nash, amerikansk matematiker og modtager af Nobelprisen i økonomi (død 2015).
- 14. juni – Che Guevara, argentinsk revolutionær (død 1967). – henrettet
- 20. juni – Martin Landau, amerikansk skuespiller (død 2017).
- 20. juni – Jean-Marie Le Pen, fransk politiker (død 2025).
- 25. juni – Peyo, belgisk tegneserieskaber (død 1992).

### Juli
- 4. juli – Giampiero Boniperti, italiensk fodboldspiller (død 2021).
- 6. juli – Hannah Bjarnhof, dansk skuespiller og sanger (død 2002).
- 14. juli – Nancy Olson, amerikansk skuespillerinde.
- 22. juli – Per Højholt, dansk forfatter (død 2004).
- 26. juli – Stanley Kubrick, amerikansk filminstruktør (død 1999).
- 26. juli – Francesco Cossiga, italiensk præsident (død 2010).

### August
- 3. august – Henning Moritzen, dansk skuespiller (død 2012).
- 5. august – Bent Weidich, dansk sanger og skuespiller (død 1985).
- 6. august – Andy Warhol, amerikansk popkunstner (død 1987).
- 7. august – James Randi, canadisk-amerikansk tryllekunstner og forfatter (død 2020).
- 14. august – Maria Giacobbe, dansk-italiensk forfatter (død 2024).
- 15. august – Nicolas Roeg, engelsk filminstruktør (død 2018).
- 16. august – Ann Blyth, amerikansk skuespillerinde og sangerinde.
- 28. august – Charles Gray, engelsk skuespiller (død 2000).
- 31. august – James Coburn, amerikansk skuespiller (død 2002).

### September
- 16. september – Bent A. Koch, dansk modstandsmand og chefredaktør (død 2010).
- 17. september – Roddy McDowall, engelsk-amerikansk skuespiller (død 1998).
- 19. september – Adam West, amerikansk skuespiller (død 2017).
- 20. september – Kirsten Rolffes, dansk skuespillerinde (død 2000).
- 25. september – Peter Ronild, dansk forfatter, journalist og skuespiller (død 2001).
- 28. september – Koko Taylor, amerikansk bluessanger (død 2009).
- 30. september - Elie Wiesel, amerikansk forfatter, holocaustvidne og nobelprismodtager (død 2016).

### Oktober
- 1. oktober – Laurence Harvey, sydafrikansk-engelsk skuespiller (død 1973).
- 3. oktober – Erik Bruhn, dansk balletchef og -danser (død 1986).
- 4. oktober – Reinhart Behr, tysk lærer, matematiker, fysiker, politiker und forfatter (død 2003).
- 9. oktober - Einojuhani Rautavaara, finsk komponist (død 2016).
- 14. oktober – Arnfinn Bergmann, norsk skihopper (død 2011).
- 20. oktober – Li Peng, kinesisk politiker (død 2019).
- 25. oktober – Peter Naur, dansk videnskabsmand (død 2016).

### November
- 8. november – Lilli Holmer, dansk skuespillerinde (død 1990).
- 10. november – Ennio Morricone, italiensk komponist (død 2020).
- 11. november – Carlos Fuentes, mexikansk skribent og forfatter (død 2012).

### December
- 7. december - Noam Chomsky,  amerikansk forfatter, filosof, politisk aktivist og professor i lingvistik
- 12. december – Ernst-Hugo Järegård, svensk skuespiller (død 1998).
- 15. december – Friedensreich Hundertwasser, østrigsk maler (død 2000).
- 16. december – Philip K. Dick, amerikansk science-fiction forfatter (død 1982).
- 29. december – Bernard Cribbins, engelsk skuespiller og komiker (død 2022).
- 30. december – Bo Diddley, amerikansk musiker (død 2008).

## Dødsfald

### Januar
- 4. januar – Johan Ludvig Heiberg, dansk klassisk filolog (født 1854).
- 30. januar – Johannes Fibiger, dansk læge og professor (født 1867).

### Februar
- 4. februar – Hendrik Antoon Lorentz, hollansk fysiker og nobelprismodtager (født 1853).
- 15. februar – H.H. Asquith, britisk premierminister og jarl (født 1852).
- 18. februar – Emil Piper, dansk politiker, landstingsmand og proprietær (født 1856).
- 27. februar – Simon Simonsen, dansk maler (født 1841).

### Marts
- 16. marts – Jens Jensen, dansk politiker, fagforeningsmand og borgmester (født 1859).
- 25. marts – Nina Bang, dansk politiker (født 1866).

### April
- 2. april - Theodore William Richards, amerikansk kemiker og nobelprismodtager (født 1868).
- 8. april – Ludvig Holm, dansk violinist og komponist (født 1858).

### Maj
- 12. maj – Vilhelm Ahlmann, svensk/dansk arkitekt (født 1852).
- 16. maj – Paul Geleff, dansk socialist og partistifter (født 1842).
- 29. maj – Thøger Larsen, dansk digter (født 1875).

### Juni
- 18. juni – Roald Amundsen, norsk polarforsker (født 1872).
- 26. juni – Ole Hansen, dansk politiker og landstingsformand (født 1855).

### Juli
- 2. juli – Anton Rosen, dansk arkitekt og professor (født 1859).
- 10. juli – Martinius Nielsen, dansk skuespiller og teaterdirektør (født 1859).
- 15. juli – Valdemar Andersen, dansk maler og tegner (født 1875).
- 17. juli – Álvaro Obregón, mexicansk præsident (født 1880).

### August
- 12. august – Leoš Janáček, tjekkisk komponist (født 1854).
- 15. august – Johan Ulrik Bredsdorff, dansk maler (født 1845).
- 15. august - Ejnar Forchhammer, dansk operasanger (født 1868).
- 30. august – Wilhelm Wien, tysk fysiker og nobelprismodtager (født 1864).

### September
- 13. september – Italo Svevo, italiensk forfatter (født 1861).

### Oktober
- 6. oktober – Peter Hansen, dansk maler (født 1868).
- 13. oktober – Kejserinde Dagmar, dansk prinsesse/russisk kejserinde (født 1847).
- 20. oktober - H.V. Tolderlund, dansk politiker, købmand og etatråd (født 1836).

### November
- 15. november – Godfred Christensen, dansk maler (født 1845).
- 18. november - Mauritz Stiller, finsk/svensk filminstruktør, manuskriptforfatter og skuespiller (født 1883).

### December
- 1. december – Gunnar Knudsen, norsk politiker og statsminister (født 1848).
- 5. december – Andreas Clemmensen, dansk arkitekt (født 1852).
- 10. december – Charles Rennie Mackintosh, skotsk arkitekt (født 1868).
- 17. december – Eglantyne Jebb, engelsk filantrop og grundlægger (født 1876).
- 21. december – Einar Ambt, dansk arkitekt (født 1877).
- 25. december – E.F.S. Lund, dansk kunsthistoriker og museumsdirektør (født 1858).

## Nobelprisen
- Fysik – Sir Owen Richardson
- Kemi – Adolf Otto Reinhold Windaus
- Medicin – Charles Jules Henri Nicolle
- Litteratur – Sigrid Undset
- Fred – Ingen uddeling

## Sport
- Danmark vinder 3-1 over Sverige i Københavns Idrætspark d. 7. oktober3. februar – Fjervægteren Knud Larsen bliver den første dansker, der bokser om det professionelle europamesterskab, da han i Forum i København møder den forsvarende italienske europamester Luigi Quadrini. Kampen ender uafgjort, og italieneren beholder titlen.
- 11.-19. februar - De II Olympiske Vinterlege i St. Moritz, Schweiz
- 22. april - det danske herrelandshold i fodbold taber 0-2 til Holland i Amsterdam[1]
- 17. juli - det danske herrelandshold i fodbold vinder 3-2 over Norge i Oslo[2]
- 16. september - det danske herrelandshold i fodbold taber 1-2 til Tyskland i Nürnberg[3]
- 7. oktober - det danske herrelandshold i fodbold vinder 3-1 over Sverige i Københavns Idrætspark[4]
- Ved de olympiske lege vinder Ejnar Mindedal Rasmussen sølv i arkitekturkonrrencen for tegningerne til svømmehallen ved Gymnastikhøjskolen i Ollerup, mens Rudolph Simonsen vinder bronze i musikkonkurrencen for Symfoni nr. 2, Hellas og Johannes Weltzer i litteraturkonkurrencen vinder bronze med digtet Symhonia Heroica.

## Musik
- 22. november havde Boléro af Maurice Ravel premiere på Paris' opera med koreografi af Bronislava Nijinska.

## Film
- 14. marts - Sergei Eisensteins film 10 dage der rystede verden har premiere i Moskva
- 15. maj - Mickey Mouse optræder for første gang i en stumfilm

## Bøger
- Aandens Stadier – Johannes V. Jensen
- Fiskerne (roman) – Hans Kirk